# جاده ئی۲۶۱ اروپا
جاده ئی۲۶۱ اروپا (به انگلیسی: European route E261) یکی از جاده‌های درجه ۲ قاره اروپا است.
این جاده که در کشور لهستان قرار دارد از شهر وروتسواف شروع شده و در شهر شفیچه به پایان میرسد.